# Конкордія (Нью-Джерсі)
Конкордія (англ. Concordia) — переписна місцевість (CDP) в США, в окрузі Міддлсекс штату Нью-Джерсі. Населення — 2455 осіб (2020).

## Географія
Конкордія розташована за координатами 40°18′45″ пн. ш. 74°26′54″ зх. д. / 40.31250° пн. ш. 74.44833° зх. д. (40.312616, -74.448390).  За даними Бюро перепису населення США в 2010 році переписна місцевість мала площу 2,76 км², з яких 2,69 км² — суходіл та 0,07 км² — водойми.

## Демографія
Згідно з переписом 2010 року, у переписній місцевості мешкали 3092 особи в 2032 домогосподарствах у складі 923 родин. Густота населення становила 1121 особа/км².  Було 2261 помешкання (820/км²).
Расовий склад населення:
| - 96,3 % — білих - 2,2 % — чорних або афроамериканців - 1,1 % — азіатів |

До двох чи більше рас належало 0,3 %. Частка іспаномовних становила 1,4 % від усіх жителів.
За віковим діапазоном населення розподілялося таким чином: 0,2 % — особи молодші 18 років, 16,2 % — особи у віці 18—64 років, 83,6 % — особи у віці 65 років та старші. Медіана віку мешканця становила 78,7 року. На 100 осіб жіночої статі у переписній місцевості припадало 60,7 чоловіків;  на 100 жінок у віці від 18 років та старших — 60,7 чоловіків також старших 18 років.
Середній дохід на одне домашнє господарство  становив 62 793 долари США (медіана — 48 472), а середній дохід на одну сім'ю — 85 751 долар (медіана — 59 267). Медіана доходів становила 77 938 доларів для чоловіків та 41 033 долари для жінок. За межею бідності перебувало 5,2 % осіб, у тому числі 0,0 % дітей у віці до 18 років та 5,2 % осіб у віці 65 років та старших.
Цивільне працевлаштоване населення становило 721 осіб. Основні галузі зайнятості: освіта, охорона здоров'я та соціальна допомога — 30,0 %, науковці, спеціалісти, менеджери — 15,5 %, роздрібна торгівля — 13,7 %.